# Ajuntament de Barcelona
L'Ajuntament de Barcelona és una de les quatre administracions públiques amb responsabilitat política a la ciutat de Barcelona, al costat de l'Administració General de l'Estat d'Espanya, la Generalitat de Catalunya i la Diputació de Barcelona. Té els seus orígens històrics en el Consell de Cent.
Des de 1979 els seus responsables polítics són escollits per sufragi universal per la ciutadania de Barcelona amb dret a vot, en eleccions celebrades cada quatre anys. Actualment el seu alcalde és Jaume Collboni i Cuadrado, que és al capdavant d'un equip de govern en minoria liderat pel PSC. Collboni va accedir al càrrec el 17 de juny de 2023 contra pronòstic, perquè la llista més votada en les eleccions municipals va ser la de Xavier Trias. Collboni va succeir Ada Colau a l'alcaldia de la ciutat.
L'Ajuntament té la seu a la Casa de la Ciutat, a la plaça de Sant Jaume de Barcelona, justament al davant del Palau de la Generalitat de Catalunya.

## Història
L'Ajuntament de Barcelona és una institució que remunta els seus orígens al regnat de Jaume I, l'any 1249, quan es nomenà un Consell de prohoms que, juntament amb l'assemblea de ciutadans, tenien cura dels afers d'interès de la comunitat i el bon govern del territori de Barcelona. El 1284, el privilegi Recognoverunt proceres codificà el conjunt de costums vàlids per a Barcelona i el seu territori, així com el Consell de Cent com a institució rectora de la ciutat. Aquesta institució va anar evolucionant en el decurs dels segles amb els esdeveniments polítics, socials, econòmics i jurídics de Catalunya i Espanya fins al final de la Guerra de Successió espanyola, quan Felip V va desfer l'organització dels consells o universitats catalanes amb el Decret de Nova Planta per instaurar el regiment o ajuntament. Aquesta nova forma de règim local va ser abolida, juntament amb la resta d'institucions d'origen feudal, per les Corts de Cadis de 1812, que atorgaren una nova configuració als ajuntaments constitucionals, i per les successives reformes i lleis que afectaren l'organització local i que es van anar decretant al llarg de tot el segle xix fins a l'Estatut Municipal de Primo de Rivera (1924), que comportà la recapitulació de les reformes administratives del primer quart del segle XX i atorgà un nou corpus normatiu a l'administració local, que es mantindria durant gran part de l'època franquista.

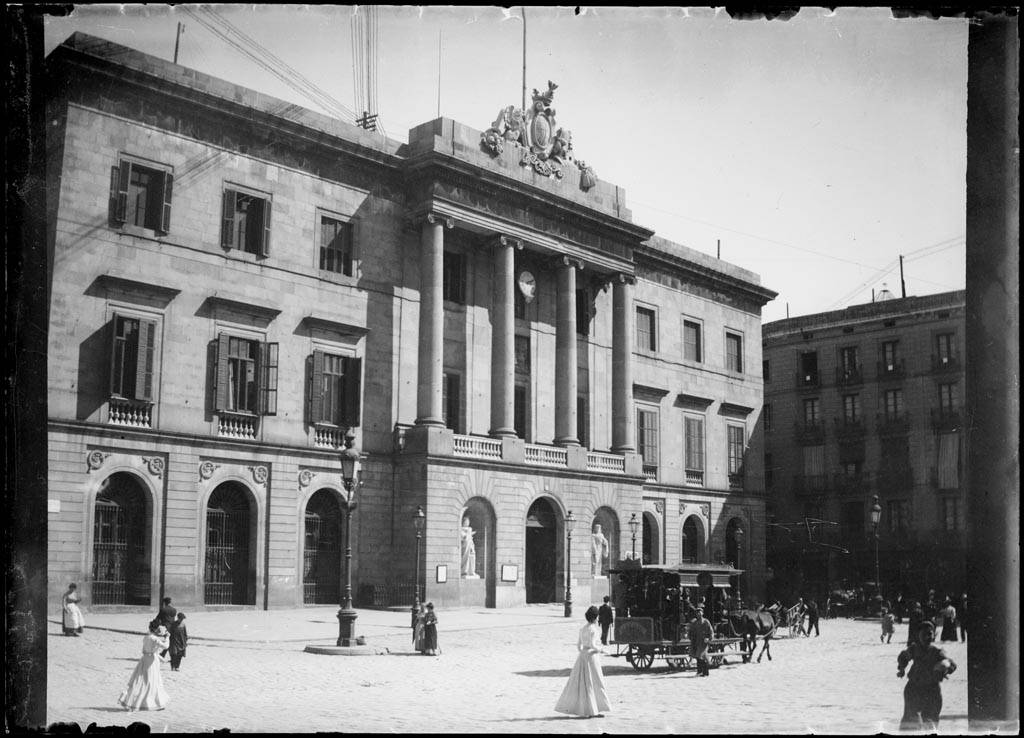
Façana de l'Ajuntament de Barcelona. Màrius Aguirre i Serrat-Calvó (entre 1888 i 1910).

L'any 1909 a l'actual edifici de l'Ajuntament de la Ciutat, durant les tasques constructives d'una claveguera es va localitzar tres fusts de columna d'època romana alineats. Es desconeixen més dades de la troballa, només la notícia publicada per l'arqueòleg Lluís Pericot. Possiblement, el material arqueològic va ser dipositat al Museu Arqueològic de Catalunya, i s'ha atribuït cronològicament a l'època del Baix Imperi. Des del 1914 fins al dia d'avui va començar la publicació de la Gaseta Municipal de Barcelona, un diari oficial que dona una imatge de gran valor de l'evolució de la ciutat.
L'any 1928 es va realitzar l'ampliació de l'edifici de l'Ajuntament cap a la zona delimitada pels carrers de la Ciutat, Templers, Gegants, Font de Sant Miquel i la plaça de Sant Miquel. En aquest cas es va tractar d'un seguiment de les obres, ja que no existia una entitat municipal que vetllés pel patrimoni històric de la ciutat, ni tan sols s'havia elaborat un pla de preservació i actuació en l'àmbit interior de les muralles romanes i les zones properes a elles. Sembla que durant l'execució de les obres es va remoure i arrasar algunes estructures d'època romana però no es va considerar interessant donat que no es tractava de cap vestigi monumental o artístic. Poc més se sap de les restes descobertes.
Després de les experiències democràtiques i republicanes i de la Llei municipal catalana de 1933-1934, acabada la Guerra, una nova Llei de règim local tornà a dibuixar el marc legal de l'administració d'aquesta institució (1955) fins al Decret del 23 de maig de 1960, en què Barcelona obtindrà un règim municipal especial pel qual el seu Ajuntament és constituït pel Consell en Ple, que és l'òrgan deliberatiu màxim, integrat per tots els regidors, i la Comissió Municipal Executiva, formada per l'alcalde, 6 delegats de serveis, 3 tinents d'alcalde i un nombre de regidors igual al de delegats de serveis.
L'any 1979, després de les primeres eleccions democràtiques municipals, Barcelona inicia el camí cap a la gestió descentralitzada de la ciutat, aprova el Decret de descentralització i participació ciutadana i elabora una nova Carta municipal de l'Ajuntament de Barcelona, en el marc de la Llei reguladora de les bases del règim local (1985), i del Reial Decret del 28 de novembre de 1986.
Com a conseqüència d'aquesta nova divisió territorial i administrativa, Barcelona s'estructura en 10 districtes regits pel Consell Municipal al capdavant del qual, per delegació de l'alcalde, es troba un regidor. El cartipàs municipal actual presenta una doble estructura: la de govern, formada per l'alcalde, el Consell Municipal de Barcelona, la Comissió de Govern, el Comitè de Govern, els òrgans de Govern de Districte i els consells i les comissions municipals, i l'estructura executiva, formada pel Comitè Executiu, la Gerència Municipal, els sectors i els districtes, els instituts i els patronats, les societats privades i les empreses mixtes.
El 14 de juny de 2006 entra en vigor la nova Carta municipal de Barcelona, la llei per la qual es regula el règim especial
del municipi de Barcelona.

## Competències
L'Ajuntament és l'organisme amb majors competències i funcionaris públics a la ciutat, ja que regula la vida diària dels ciutadans, i importants assumptes com el planejament urbanístic, els transports, la recaptació d'impostos municipals, la gestió de la seguretat viària mitjançant la Guàrdia Urbana o el manteniment de la via pública i dels jardins (asfaltatge, neteja, etc). També és el responsable de la construcció d'equipaments municipals com ara guarderies, poliesportius, biblioteques, residències per a la tercera edat o habitatges de protecció pública.
El poder de l'Ajuntament s'estructura en dos nivells, ja que l'Ajuntament va dividir la ciutat administrativament en deu districtes. Existeix un nivell de competències municipals general, dirigit directament per l'Alcalde de Barcelona i el seu equip de govern, i que s'ocupa de les qüestions més generals i importants de la ciutat, que s'apliquen a tota la ciutat.
D'altra banda hi ha un altre nivell de competències, delegades als "Districtes". Així, cada Districte té el seu propi centre polític i administratiu, que funciona com un ens polític amb competències pròpies, que ajuden a descentralitzar la política de la ciutat i que els ciutadans asseuen l'administració més propera. Cada Districte, com un petit ajuntament territorial, té la seva pròpia Sala de Plens on es debaten les qüestions polítiques, i el seu propi equip de govern, amb un Regidor al capdavant. El govern del Districte es forma en funció del nombre de vots que cada partit rep, a cada districte, en les eleccions municipals de Barcelona. Així, succeeix que, encara que el govern de la ciutat recaigui en un determinat partit, un o diversos Districtes siguin governats per una altra formació política.
Finalment hi ha temes en els quals la responsabilitat municipal és concurrent amb la d'altres administracions, i en elles s'ha optat pel desenvolupament de Consorcis o ens de natura consorcial, com el Consorci de Biblioteques, el Consorci de Serveis Socials, el Consorci d'Educació, el Consorci Sanitari de Barcelona o l'Agència de Salut Pública de Barcelona, entre d'altres.

## Economia municipal
L'Ajuntament de Barcelona ha gestionat un pressupost de 2.370 milions d'euros en despeses corrents, segons el pressupost aprovat per a l'any 2015. Tres àmbits (la convivència en l'espai públic, el benestar social i la millora del transport públic) han rebut a prop del 40% del pressupost, segons dades del mateix ajuntament.

## Personal de l'ajuntament
L'Ajuntament de Barcelona compta amb una plantilla pròpia de 6.749 empleats directes. D'aquests, destaquen especialment la plantilla de la Guàrdia Urbana de Barcelona, que compta amb 2.733 empleats, i el cos del servei d'extinció d'incendis, que compta amb 699 empleats, segons dades del mateix consistori.

## Organismes
- Turisme de Barcelona
- Linguamón – Casa de les Llengües
- Barcelona de Serveis Municipals
- Institut Municipal d'Història de Barcelona
- Institut de Cultura de Barcelona
- Institut Municipal d'Educació de Barcelona
- Agència de Salut Pública de Barcelona
- Barcelona Activa
- Cobla Municipal Ciutat de Barcelona

## Govern municipal
Dels 41 regidors que formen el ple de l'Ajuntament de Barcelona, l'equip de govern estava format pels 10 regidors del grup municipal del Partit dels Socialistes de Catalunya. La màxima autoritat és l'Alcalde de Barcelona, al qual segueixen els quatre tinents d'alcalde, i els regidors que dirigeixen diferents àmbits de la vida pública. El PSC va accedir al govern el 17 de juny del 2023 gràcies al suport de Barcelona en Comú i el Partit Popular, desbancant així el candidat de la llista més votada a les eleccions municipals: Xavier Trias.
El següent quadre relaciona les persones que formen part de l'equip de govern, des de juny de 2023.
| Persona                    | Partit                               | Càrrec |
| -------------------------- | ------------------------------------ | --- |
| Jaume Collboni i Cuadrado  | Partit dels Socialistes de Catalunya | Batlle |
| Laia Bonet Rull            | Partit dels Socialistes de Catalunya | Primera tinent d'alcaldia Direcció de l'Àrea d'Ecologia, Urbanisme, Infraestructures, Mobilitat, Espai Públic i Habitatge Regidora del Districte de Gràcia                        |
| Maria Eugènia Gay i Rosell | independent                          | Segona tinenta d'alcaldia Direcció de l'Àrea de Cicles de Vida, Drets Socials, Cultura, Esports, Educació i Coordinació Territorial Regidora del Districte de Sarrià-Sant Gervasi |
| Albert Batlle i Bastardas  | Units per Avançar                    | Tercer tinent d'alcaldia Direcció de l'Àrea de Prevenció, Seguretat, Convivència i Règim Interior Regidor del Districte de Ciutat Vella                                           |
| Jordi Valls i Riera        | Partit dels Socialistes de Catalunya | Quart tinent d'alcaldia Direcció de l'Àrea d'Economia, Hisenda i Promoció Econòmica Regidor del Districte de l'Eixample                                                           |
| David Escudé Rodríguez     | Partit dels Socialistes de Catalunya | Regidor dels Districtes de Les Corts i Sant Martí |
| Marta Villanueva Cendán    | Partit dels Socialistes de Catalunya | Regidora del Districte de Sant Andreu |
| Lluís Rabell               | independent                          | Regidor del Districte d'Horta-Guinardó |
| Rosa Alarcón Montañés      | Partit dels Socialistes de Catalunya | Regidora del Districte de Nou Barris |
| Raquel Gil Eiroá           | Partit dels Socialistes de Catalunya | Regidora del Districte de Sants-Montjuïc |

En mandats anteriors, el govern es complementava amb un seguit de comissionats que cobrin altres àrees d'àmbit polític.

## Regidors
El ple de l'Ajuntament de Barcelona està format per 41 regidors, elegits per sufragi universal cada quatre anys. Les eleccions municipals del 28 de maig de 2023 varen donar el següent repartiment d'escons:
| Partit                                                            | Vots    | %      | Regidors | Líder                             |
| ----------------------------------------------------------------- | ------- | ------ | -------- | --------------------------------- |
| Trias per Barcelona (candidatura vinculada a Junts per Catalunya) | 149.235 | 22,42% | 11       | Xavier Trias i Vidal de Llobatera |
| Partit dels Socialistes de Catalunya                              | 131.735 | 19,79% | 10       | Jaume Collboni i Cuadrado         |
| Barcelona en Comú                                                 | 131.594 | 19,7%  | 9        | Ada Colau i Ballano               |
| Esquerra Republicana de Catalunya                                 | 74.720  | 11,22% | 5        | Ernest Maragall i Mira            |
| Partit Popular                                                    | 61.355  | 9,21%  | 4        | Daniel Sirera Bellés              |
| Vox                                                               | 37.973  | 5,7%   | 2        | Gonzalo de Oro-Pulido Plaza       |

Aquesta és la composició del ple de l'Ajuntament de Barcelona després del resultat de les eleccions:
| Trias per BCN (Junts) | PSC | B BCN en comú | ERC | PP | VOX                                                      |
| 1. Xavier Trias i Vidal de Llobatera 2. Neus Munté Fernàndez 3. Jordi Martí i Galbis 4. Victòria Alsina i Burgués 5. Damià Calvet i Valera 6. Joana Ortega i Alemany 7. Josep Rius i Alcaraz 8. Joan Rodríguez i Portell 9. Maria Assumpció (Titon) Laïlla i Jou 10. Ramon Tremosa i Balcells 11. Francina Vila Valls | 1. Jaume Collboni i Cuadrado 2. Maria Eugènia Gay i Rosell 3. Laia Bonet Rull 4. Albert Batlle Bastardas 5. David Escudé Rodríguez 6. Marta Villanueva Cendán 7. Josep Lluís Franco Rabell 8. Rosa Alarcón Montañés 9. Jordi Valls i Riera 10. Raquel Gil Eiroá | 1. Ada Colau Ballano 2. Jordi Martí Grau 3. Janet Sanz Cid 4. Guille López Ginés 5. Gemma Tarafa Orpinell 6. Jess González Herrera 7. Lucía Martín González 8. Marc Serra Solé 9. Carolina Recio Cáceres | 1. Ernest Maragall i Mira 2. Elisenda Alamany i Gutiérrez 3. Jordi Castellana i Gamisans 4. Eva Baró i Ramos 5. Jordi Coronas i Martorell | 1. Daniel Sirera Bellés 2. Juan Bautista Milián Querol 3. Ángeles Esteller Ruedas 4. Víctor Martí de Villasante | 1. Gonzalo de Oro-Pulido Plaza 2. Liberto Senderos Oliva |

## L'Ajuntament als Districtes i barris de Barcelona

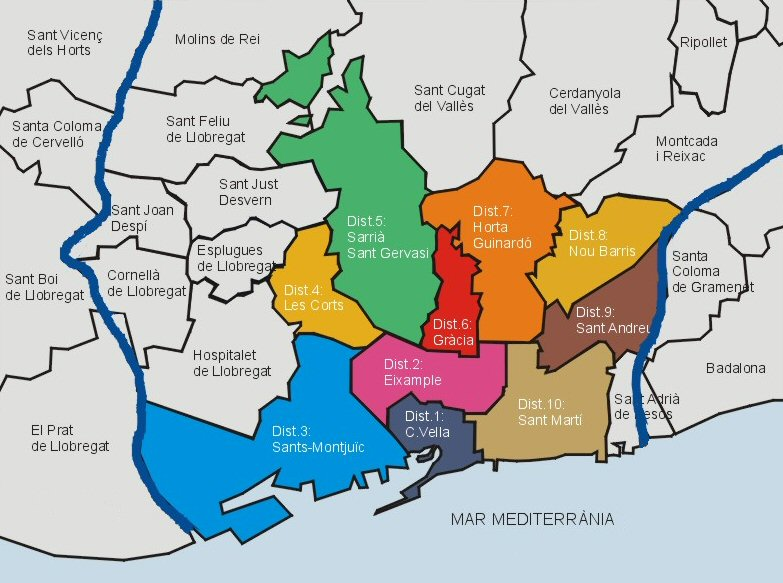
Districtes de Barcelona

Barcelona es divideix administrativament a 10 districtes des de 1984. Cada Districte funciona com un ens polític amb competències pròpies, que ajuden a descentralitzar la política de la ciutat i que els ciutadans sentin l'administració més propera. La divisió territorial dels districtes respon a qüestions històriques de la ciutat. La majoria dels Districtes corresponen a antics municipis independents que van ser annexionats a la ciutat durant els segles XIX i xx, i que encara conserven la seva pròpia personalitat. Els ciutadans més ancians de la ciutat encara identifiquen Barcelona únicament amb el Districte de Ciutat Vella.
Els districtes de Barcelona són: 
1. Ciutat Vella
2. Eixample
3. Sants-Montjuïc
4. Les Corts
5. Sarrià - Sant Gervasi
6. Gràcia
7. Horta-Guinardó
8. Nou Barris
9. Sant Andreu
10. Sant Martí

## Alcaldes de Barcelona
L'Ajuntament de Barcelona ha tingut un total de 119 alcaldes des de la seva fundació el 1835, incloent l'actual, Jaume Collboni i Cuadrado. El primer alcalde de la ciutat va ser Josep Maria de Cabanes, que va ostentar el càrrec durant sis mesos, entre novembre de 1835 i abril de 1836. D'entre els alcaldes que han passat a la història destaquen Francesc Rius i Taulet, Carles Pi i Sunyer, Josep Maria de Porcioles, Narcís Serra i Pasqual Maragall. La primera alcaldessa de la ciutat va ser Ada Colau i Ballano. En l'època constitucional la majoria de vegades l'alcalde ha governat fent coalició amb altres partits. Tan sols en dos dels darrers 11 mandats l'Ajuntament ha sigut gestionat per una sola formació política.

## Fons gràfic
El fons gràfic del l'Ajuntament està format per unes 570.121 fotografies, conservades a l'Arxiu Fotogràfic de Barcelona. Està integrat per una part de les fotografies de tipologia contemporània, produïdes o acumulades com a conseqüència d'una
activitat o funció de l'Ajuntament de Barcelona, sigui l'administració o d'òrgans dependents. Destaquen, entre d'altres, 7.215 fotografies i 80 àlbums amb 6.245 fotografies de Cuyàs, Alexandre Merletti, Josep Maria Sagarra, Lucien Roisin i Carlos Pérez de Rozas, especialment les relatives al procés d'urbanització de la muntanya de Montjuïc, la construcció de les infraestructures i els pavellons de l'Exposició Internacional de Barcelona de 1929 i les visites i inauguracions oficials viscudes durant l'Exposició. Són també de gran rellevància les fotografies provinents del Holding Olímpic, SA (HOLSA), que mostren el desenvolupament urbanístic i arquitectònic de Barcelona amb motiu de la celebració dels Jocs Olímpics de 1992 a la ciutat.